# جنرال اتمیکس ام‌کیو-۱ پرداتور
جنرال اتمیکس ام‌کیو-۱ پرداتور (به انگلیسی: General Atomics MQ-1 Predator) یک هواپیمای بدون سرنشین ساخت آمریکا است که توسط آژانس اطلاعات مرکزی آمریکا (سیا) و نیروی هوایی این کشور مورد استفاده قرار می‌گرفت.
از سال ۱۹۹۵ این پهپاد که مجهز به دوربین و انواع حسگرها بوده و قابلیت حمل موشک را داراست در عملیات شناسایی و رزم به‌طور گسترده در کشورهای عراق، پاکستان، یمن، لیبی و بوسنی به کار گرفته شده است.

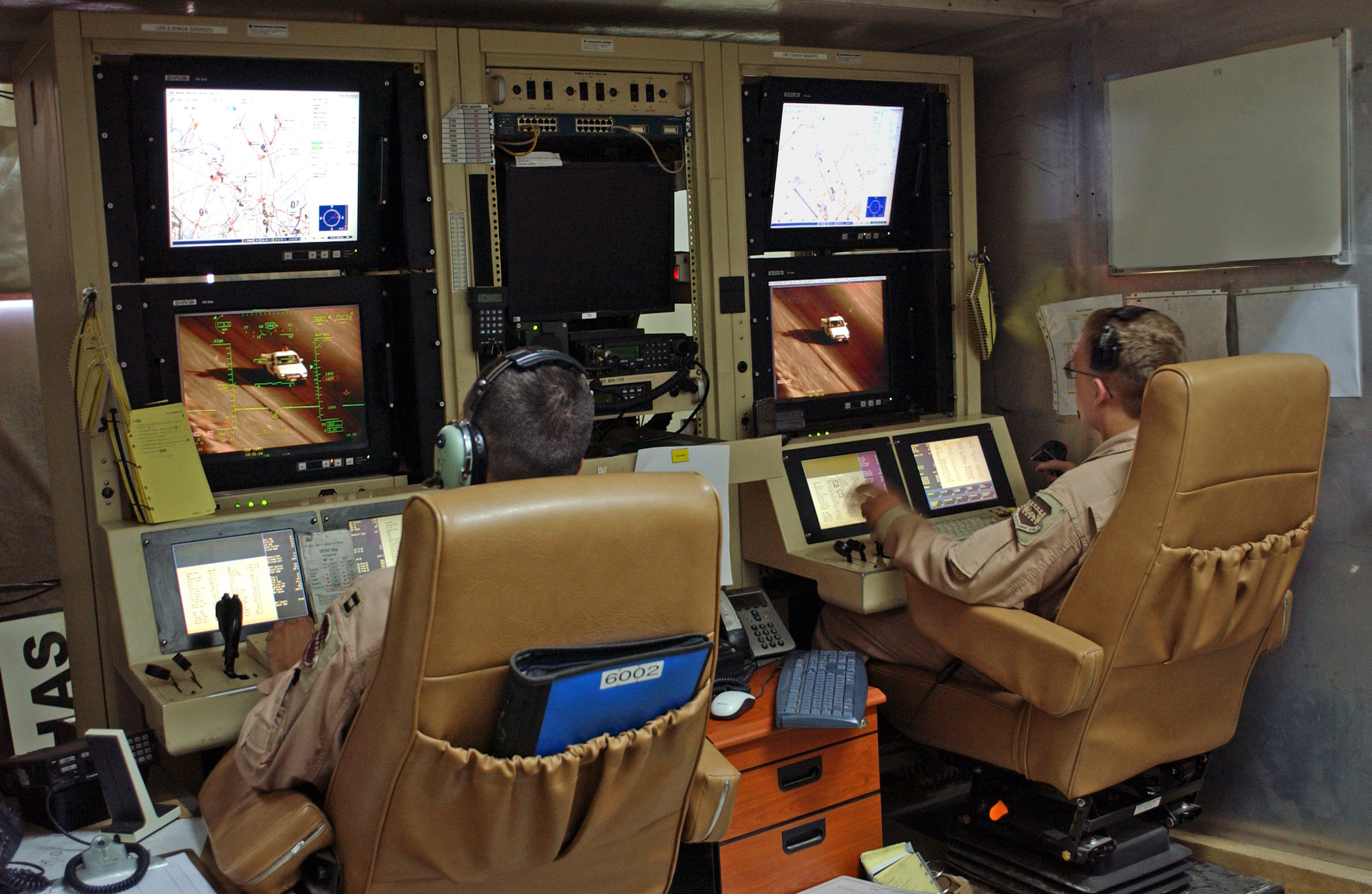
اپراتورهای پرداتور در کمپ آناکوندا، عراق، اوت ۲۰۰۷

## تاریخچه

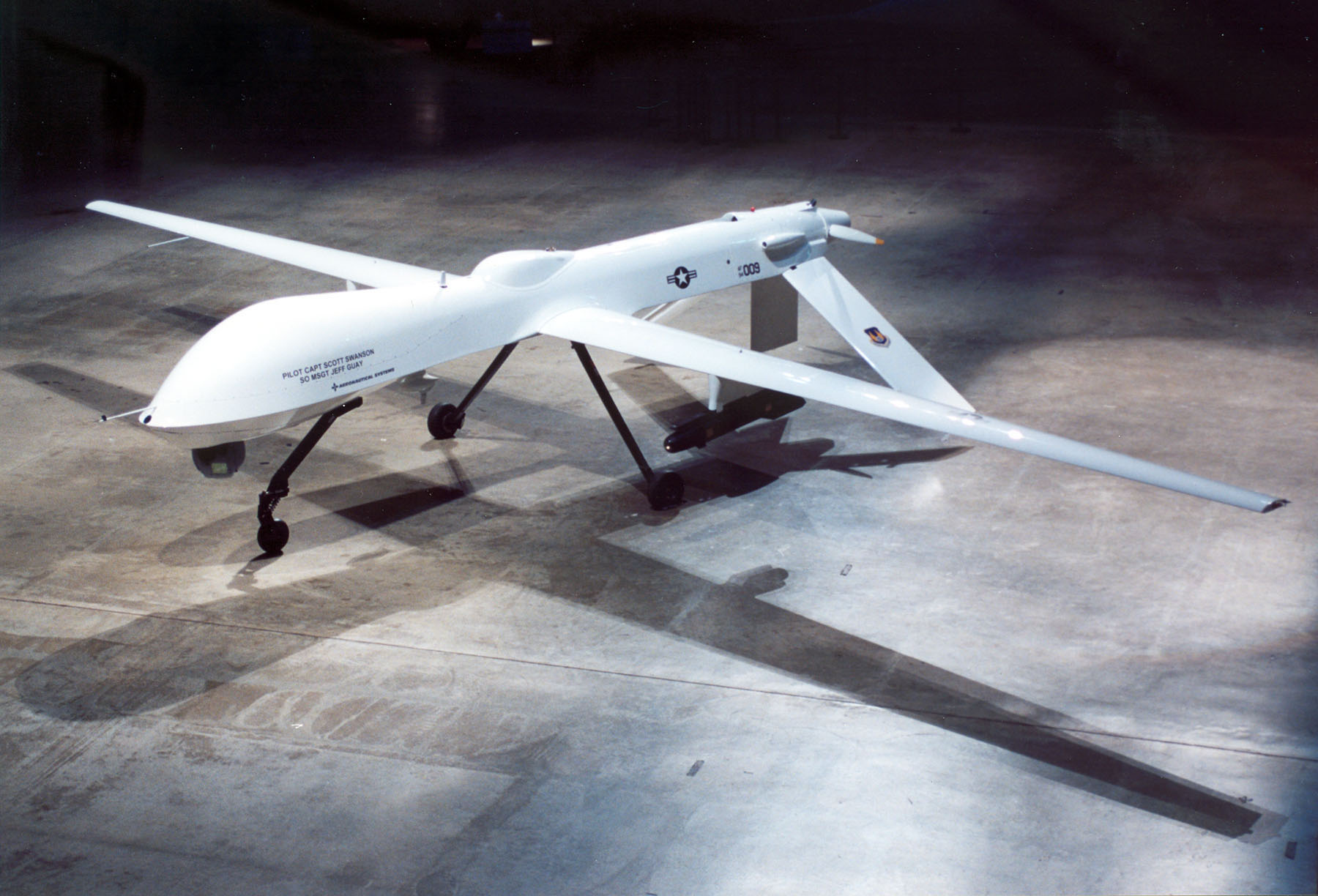
ام کیو-۱ پرداتور

آژانس اطلاعات مرکزی آمریکا (سیا) و پنتاگون به دنبال یک پهپاد سبک، کوچک و از طرفی مفید و قدرتمند نیز باشد، بودند. از همین رو آزمایش‌هایی را در ابتدای سال ۱۹۸۰ شروع کردند.
مدل اولیهٔ این پهپاد صرفاً به منظور عملیات
جاسوسی و شناسایی مورد استفاده قرار می‌گرفت.
اما با طی روند تکامل، قابلیت حمل دو عدد موشک ای‌جی‌ام-۱۱۴ هلفایر و مهمات دیگر به آن افزوده شد و در ماه ژوئیه سال ۱۹۹۴ برای اولین بار مورد استفادهٔ رزمی قرار گرفت.

از سال ۲۰۰۹ نیروی هوایی آمریکا ۱۹۵ عدد از این نوع پهپاد و ۲۸ فروند ام کیو-۹ را در حال استفاده داشته است. طبق گزارشی که در سال ۲۰۰۹ منتشر شد، نیروی هوایی آمریکا ۷۰ فروند از این نوع هواپیماهای بی سرنشین را در اثر سقوط، ۵۵ فروند را در اثر خطای انسانی، شرایط جوی و خرابی، ۴ فروند را در اثر برخورد گلوله و موشک در کوزوو، بوسنی و عراق و ۱۱ فروند را در اثر بروز حوادث دیگر از دست داده است.

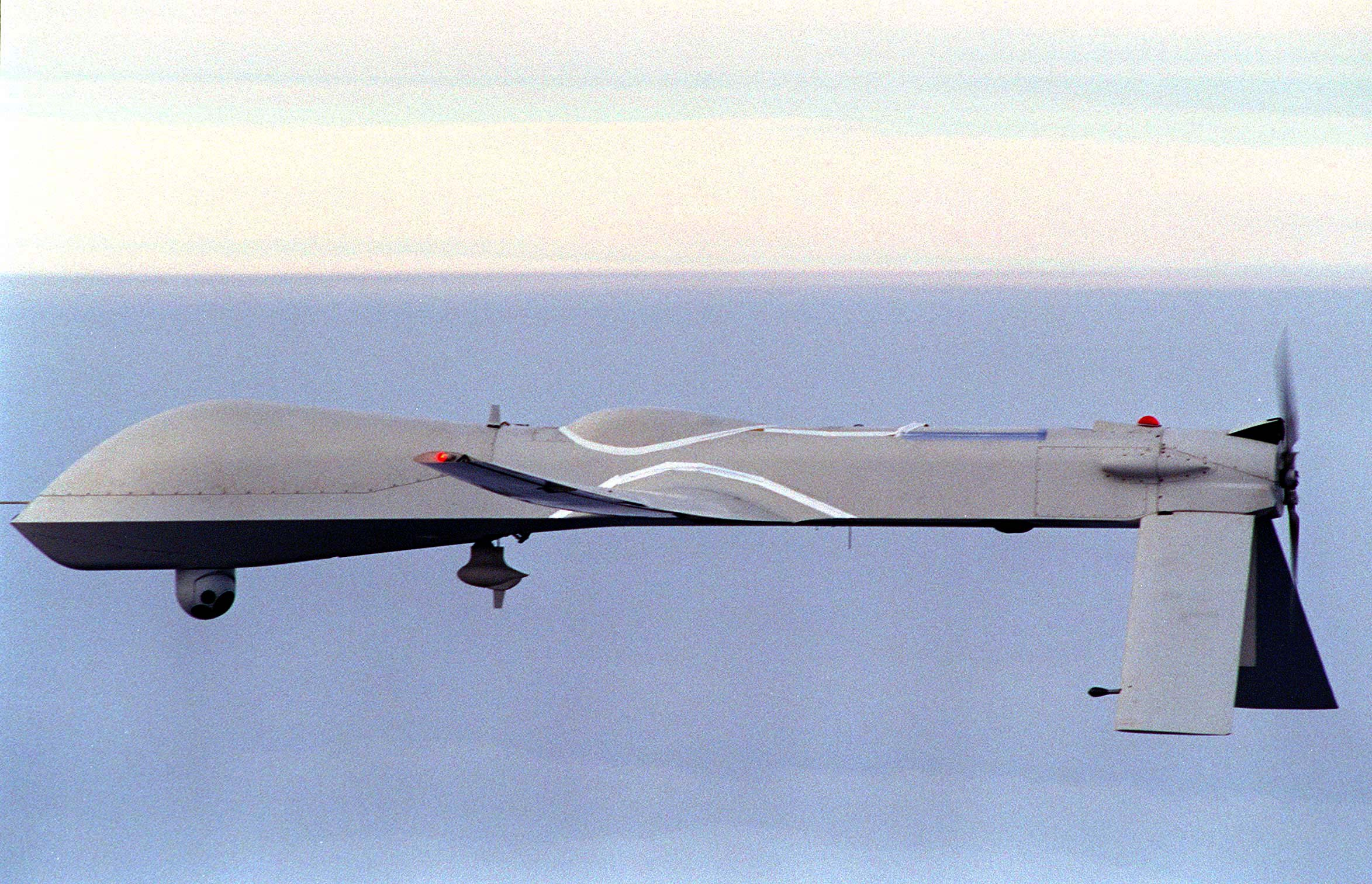
یک فروند پرداتور نیروی دریایی آمریکا، پرواز شناسایی هوایی در سواحل جنوبی کالیفرنیا در ۵ دسامبر ۱۹۹۵

## پیشینهٔ عملیاتی

### ایران
در تاریخ پنجشنبه ۱۱ آبان ۱۳۹۱ دو فروند هواپیمای سوخو-۲۵ متعلق به نیروی هوایی سپاه پاسداران بر فراز خلیج فارس به یک فروند پهپاد ام‌کیو-۱ پرداتور غیر مسلح شلیک کردند که به این هواپیما آسیبی نرسید و به سلامت به پایگاه خود بازگشت. در این رابطه پنتاگون مدعی شد که این هواپیمای بدون سرنشین بر فراز آب‌های بین‌المللی پرواز می‌کرده است. ایران با رد اظهارات مقامات آمریکایی ادعا کرد که این هواپیما وارد حریم هوایی ایران شده و شلیک به سمت آن با هدف وادار نمودن آن به ترک حریم هوایی کشور بوده است.
در ۱۲ مارس ۲۰۱۳ یک فروند اف-۴ فانتوم ایرانی یک ام‌کیو-۱ را که بر فراز خلیج فارس پرواز می‌کرد تعقیب کرد. فانتوم به این پهپاد شناسایی غیرمسلح تا فاصلهٔ ۱۶ مایلی نزدیک شد. دو جنگندهٔ آمریکایی در حال اسکورت هواپیمای پرداتور بودند و به جت هشدار شفاهی دادند که باعث شد اف-۴ ایرانی از منطقه خارج شود. نیروی هوایی ایالات متحده بعداً فاش کرد که جت آمریکایی که فانتوم ایرانی را مجبور به ترک منطقه کرد، یک اف-۲۲ بوده است.

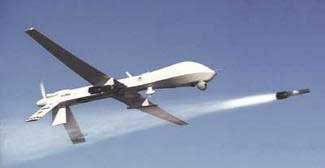
ام کیو-۱ پرداتور در حال شلیک موشک ای‌جی‌ام-۱۱۴ هل‌فایر

### یمن
در ۳ نوامبر ۲۰۰۲، یک موشک هلفایر به‌سمت خودرویی در یمن شلیک شد و قائد سلیم سنان الحارثی، یکی از رهبران القاعده که گمان می‌رود مسئول بمب‌گذاری یواس‌اس کول بود، کشته شد. این نخستین حملهٔ مستقیم ایالات متحده در جنگ علیه تروریسم در خارج از افغانستان بود.
در ۲۵ اردیبهشت ۱۳۹۸ ارتش یمن و انصارالله یک فروند از این هواپیما را سرنگون کردند.

### سومالی
در ۲۵ ژوئن ۲۰۱۱، یک پرداتور ایالات متحده به اردوگاه آموزشی الشباب در جنوب کیسمایو حمله کردند. شایعه شده است که ابراهیم الافغانی، یکی از رهبران ارشد الشباب در این حمله کشته شده است. چهار جنگجوی الشباب، از جمله یک کنیایی، در یک حملهٔ پهپادی در اواخر فوریهٔ ۲۰۱۲ کشته شدند.

## کاربران

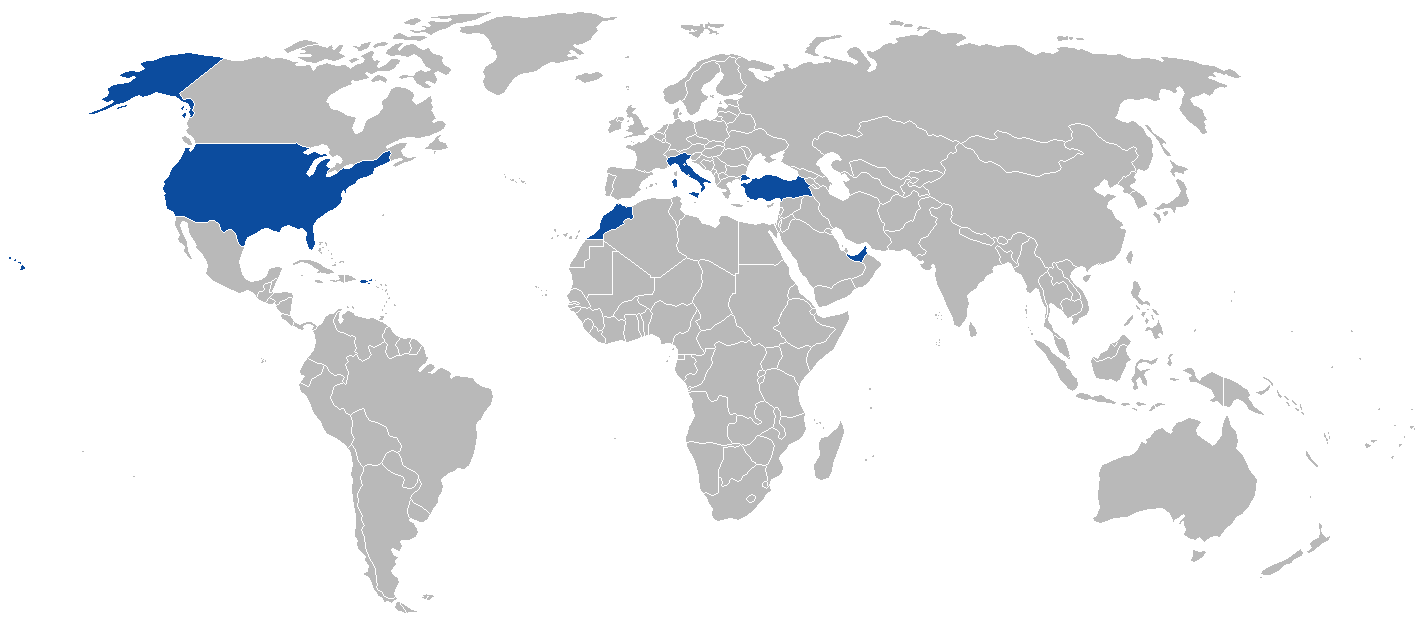
کشورهای به‌کاربرندهٔ پرداتور

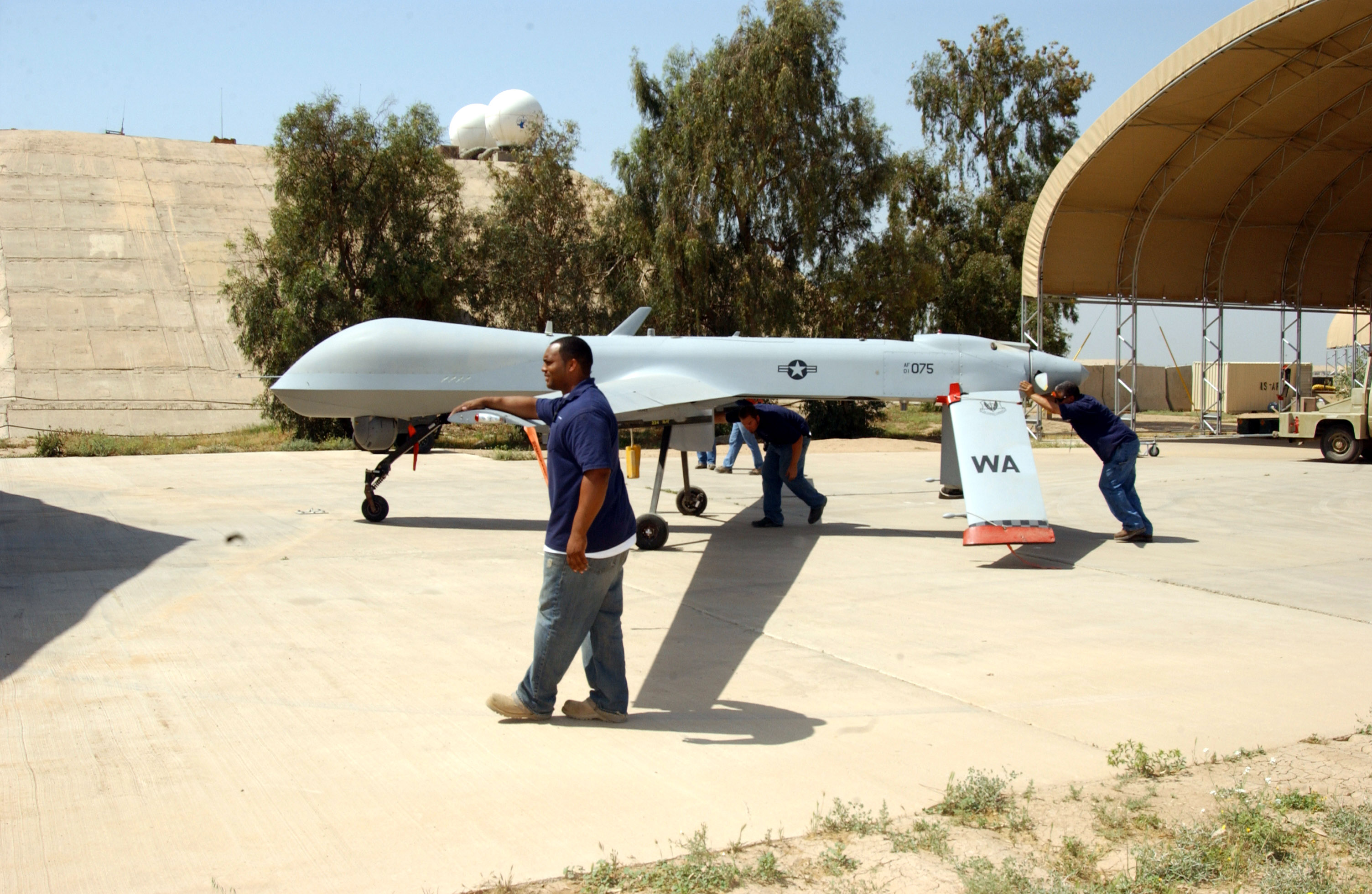
یک فروند اِم کیو-۱ پرداتور نیروی هوایی آمریکا مستقر در یکی از پایگاه‌های هوایی در عراق در سال ۲۰۰۶

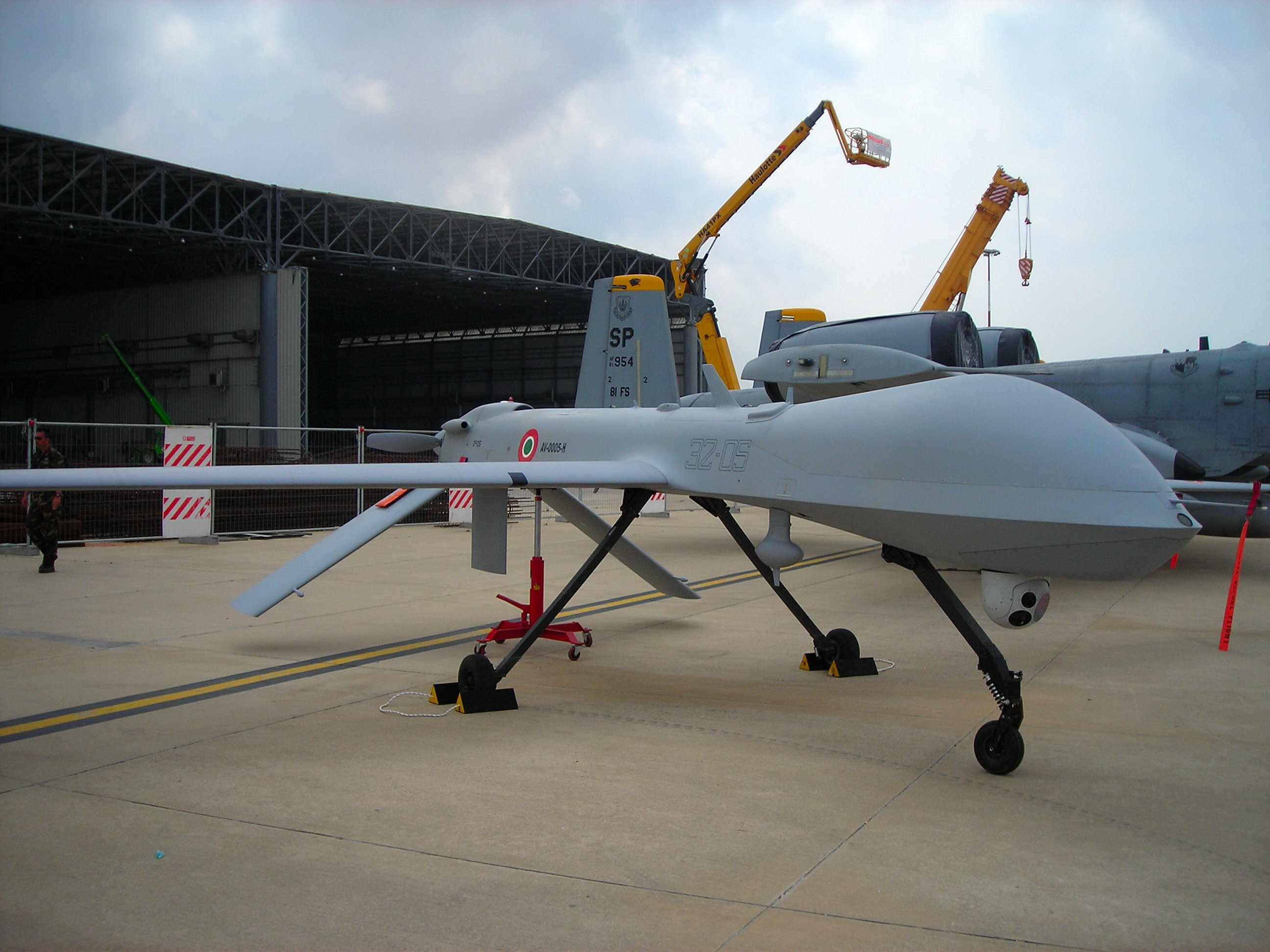
یک فروند آر کیو-۱ پرداتور متعلق به نیروی هوایی ایتالیا

- ایتالیا
- ترکیه
- امارات متحده عربی
- مراکش
- ایالات متحده آمریکا

## مشخصات فنی
- طول: ۸٫۲۲ متر
- طول بال: ۱۴٫۸ متر
- ارتفاع: ۲٫۱ متر
- وزن بدون بار: ۵۱۲ کیلوگرم
- وزن با بار (تسلیحات و غیره): ۱۰۲۰ کیلوگرم
- حد اکثر سرعت: ۱۱۷ ناتیکال مایل (۲۱۷ کیلومتر در ساعت)
- برد: ۶۷۵ ناتیکال مایل (۱۲۵۰ کیلومتر)

### تسلیحات
1. موشک هل‌فایر
2. موشک استینگر
3. موشک گریفین